# FP-45 Liberator
Para la pistola de impresión 3D, véase Liberator (pistola).
La FP-45 Liberator fue una pistola fabricada por el Ejército de los Estados Unidos durante la Segunda Guerra Mundial para ser empleada por resistentes en territorios ocupados. La Liberator nunca fue suministrada a tropas estadounidenses o Aliadas y no hay documentación de su empleo por parte de resistentes, aunque debe notarse que estos rara vez llevaban registros detallados debido al riesgo de su captura por el enemigo. Muchas pistolas FP-45 nunca llegaron a distribuirse y fueron destruidas por las fuerzas Aliadas después de la guerra; la mayoría de las que fueron distribuidas se perdieron o se desecharon sin haber entrado en combate.

## Historia del proyecto

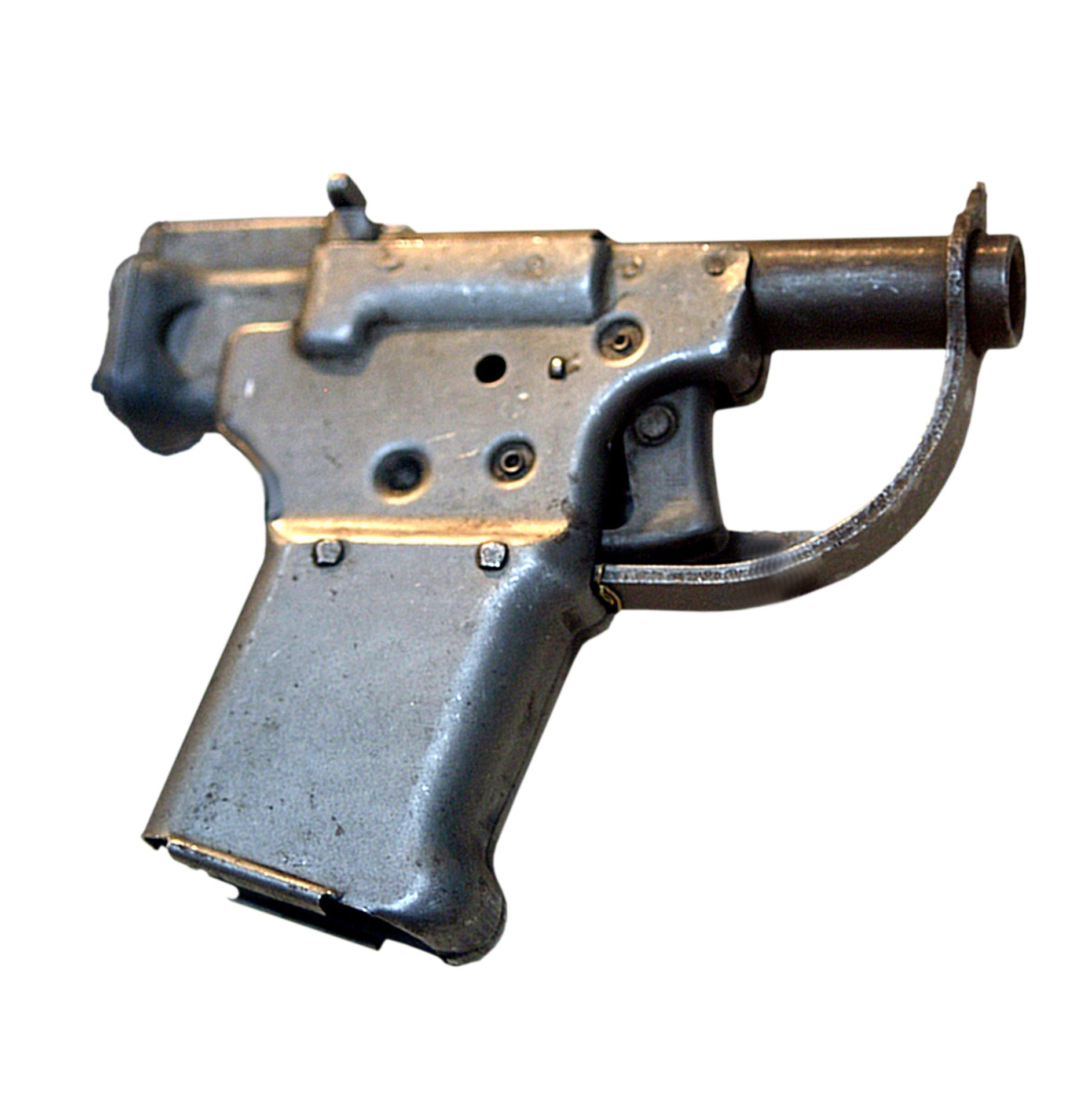
Una FP-45 Liberator expuesta en Les Invalides.

La idea fue sugerida por un agregado militar polaco en marzo de 1942. El proyecto fue asignado al Comité Conjunto de Guerra Psicológica del Ejército de los Estados Unidos y fue diseñado para éste por George Hyde de la división Inland de la General Motors Corporation en Dayton, Ohio. La producción fue llevada a cabo por la división Guide Lamp de la General Motors, para evitar conflictos de prioridades con la producción de la carabina M1 por la Inland. El Ejército denominó al arma como Flare Projector Caliber .45 (Lanzador de Bengalas Calibre .45, en inglés), de ahí su denominación FP-45. Esto se hizo para camuflar la producción en serie de la pistola. Los dibujos técnicos originales describían al cañón como "tubo", al gatillo como "yugo", al percutor como "varilla de control" y al guardamonte como "llave". La fábrica de la Guide Lamp en Anderson, Indiana, ensambló un millón de estas pistolas. El proyecto de la Liberator tomó unos seis meses desde su inicio hasta el cese de su producción, siendo fabricada en unas 11 semanas por 300 obreros.

## Diseño
La FP-45 era una tosca pistola monotiro diseñada para ser producida en masa rápidamente y a bajo costo. Apenas tenía 23 piezas de acero estampado y doblado que eran sencillas y baratas de fabricar. Disparaba un cartucho .45 ACP desde un cañón de ánima lisa. Debido a esta limitación, estaba pensada para emplearse a distancias muy cortas, a quemarropa y hasta 5 m (1-4 yardas). Su alcance efectivo máximo era de 7,6 m (unos 25 pies). A mayores distancias, la bala empezaría a revolotear y se desviaría de su curso. Por su baja calidad, fue apodada "Pistola Woolworth".

## Historial de combate

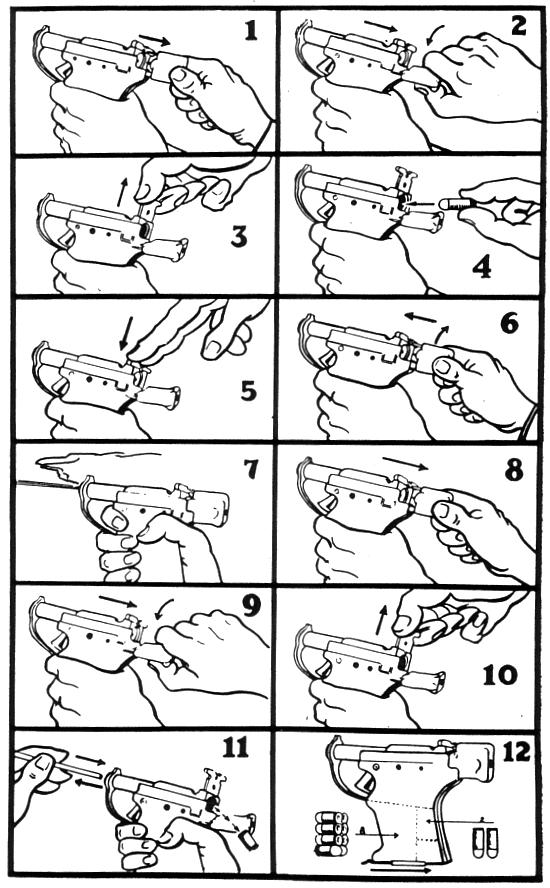
Manual de instrucciones de la FP-45.

La Liberator era distribuida en una caja de cartón con 10 cartuchos .45 ACP, una clavija de madera para retirar el casquillo vacío y una hoja de instrucciones en forma de historieta que mostraba como cargar y disparar el arma. Se podía almacenar munición adicional en la empuñadura de la pistola. La Liberator era un arma tosca y desgarbada, nunca ideada para servicio en primera línea. Originalmente fue ideada como un arma para insurgentes, que sería lanzada en paracaídas tras las líneas enemigas en gran número para armar resistentes en territorios ocupados. Un resistente recuperaría la pistola, se acercaría sigilosamente a un soldado de ocupación del Eje, matándolo o hiriéndolo, para capturar sus armas.
Fue fabricada con el prefijo "FP" y mencionada en los documentos oficiales como una "pistola de bengalas". La pistola era valorada tanto por su efecto psicológico como por su desempeño en acción. Se creyó que si grandes cantidades de estas pistolas eran distribuidas en territorios ocupados por el Eje, tendría un devastador efecto en la moral de las tropas de ocupación. El plan era lanzarlas en paracaídas en tales cantidades que las fuerzas de ocupación nunca pudiesen capturar o recuperar a todas. Se esperaba que la idea de que miles de estas armas no recuperadas armase potencialmente a ciudadanos de países ocupados tendría un efecto negativo en la moral del enemigo.
El Estado Mayor del General Dwight D. Eisenhower nunca vio factible lanzar en paracaídas masivamente la Liberator sobre la Europa ocupada, autorizando la distribución de menos de 25.000 de las 500.000 pistolas FP-45 enviadas a Gran Bretaña para la Resistencia francesa. Los generales Joseph Stilwell y Douglas MacArthur igualmente mostraron poco entusiasmo sobre las otras 500.000 pistolas destinadas a su distribución en el Frente del Pacífico. Entonces el Ejército entregó 450.000 Liberator a la Office of Strategic Services (OSS). Los resistentes en ambos frentes fueron equipados con armas más efectivas en la medida de lo posible.
El uso de la FP-45 por parte de los franceses aún sigue sin documentar, aunque existe el testimonio de primera mano de un asesinato llevado a cabo con una FP-45 por parte del policía militar alemán Niklaus Lange. Él afirmó que miles de estas pistolas estaban en circulación en la Francia ocupada. La OSS distribuyó unas cuantas a los resistentes griegos en 1944. La mayoría de las pistolas enviadas a Gran Bretaña no se distribuyeron y más tarde fueron arrojadas al mar o fundidas como chatarra.
En 1943 se enviaron 100.000 pistolas FP-45 a China, pero se desconoce el número de pistolas distribuidas. Unas cuantas fueron distribuidas a las tropas del Ejército de la Mancomunidad Filipina, a la Policía y a los resistentes.

## Como arma de colección
El costo original de la FP-45 era de $2,40/unidad ($32 en 2010). Una Liberator en buenas condiciones actualmente puede costar unos $1.200, con la caja original añadiendo unos $500 adicionales, mientras que con la sumamente escasa hoja de instrucciones original puede superar los $2.000 para un coleccionista de artículos militares inusuales de la Segunda Guerra Mundial. Existen hojas de instrucciones falsas, pero las auténticas tienen un sello de agua claramente visible que es difícil de duplicar.